# Individual Challenge Cup 2017
Individual Challenge Cup 2017 (ICC 2017) byl VIII. ročník mezinárodní soutěže jednotlivců ve field trialu retrieverů, který se konal 7. a 8. října 2017 v Rakousku. Pořadatelem soutěže byl Österreichischer Retriever Club (ÖRC).
Každá členská země mohla vyslat 2 psy. Nakonec se soutěže zúčastnilo 29 psů z 15 zemí. Vítězem se stal Emmanuel Cormier z Francie se psem Cool Mint Arlet Star před Tomi Sarkkinenem z Finska se psem Wijmas Mumin.

## Rozhodčí
ÖRC nominoval čtyři rozhodčí.
| Rozhodčí                                                              |                             |
| --------------------------------------------------------------------- | --------------------------- |
| \| - Filip Bollen - Anders Carlsson \| - Roy Tomlinson - Ton Buijs \| |                             |
| - Filip Bollen - Anders Carlsson                                      | - Roy Tomlinson - Ton Buijs |

## Výsledky

### Soutěžící
Seznam soutěžících z jednotlivých zemí (řazeno podle země).
| Vůdce                        | Pes                            | Plemeno | Vrh               |
| ---------------------------- | ------------------------------ | ------- | ----------------- |
| Ivonne Brunold‡              | Beechdale's Dusty Hazel        | LR      | 30. březen 2011   |
| Kurt Becksteiner             | Fendawood Dave                 | LR      | 5. březen 2014    |
| Brigitte Becksteiner-Bichler | Bell Oktave Benjamin           | GR      | 4. září 2013      |
| Davy Luyten                  | Blackthorn Lakja               | LR      | 28. březen 2011   |
| Fons Exelmans                | Eroll Flynn des Field de Mauny | LR      | 13. srpen 2009    |
| Martin Incédi                | Arapaho Shelf Lavondyss        | LR      | 19. červen 2013   |
| Carsten Andersen             | Lockthorn Zippo Stoney         | LR      | 27. únor 2013     |
| Jimmy Henneberg              | Sparkfield Morris Minor        | LR      | 12. únor 2011     |
| Janne Lähteenaro             | Starcreek Isaac                | LR      | 26. červen 2009   |
| Tomi Sarkkinen               | Wijmas Mumin                   | LR      | 5. červenec 2014  |
| Emmanuel Cormier             | Cool Mint Arlet Star           | LR      | 3. březen 2014    |
| Clarisse Desloover           | Masters of Water I am the Boss | LR      | 1. březen 2013    |
| Caroline Koch                | Ragweed's Keed                 | LR      | 6. březen 2010    |
| Anja Möller                  | Flashmount Teal                | LR      | 19. prosinec 2013 |
| Rita Kökény                  | Garagill Pike                  | LR      | 16. únor 2010     |
| Zsolt Böszörményi            | Ardmuir Earl of Brookbank      | LR      | 13. březen 2013   |
| Francesca Costi              | Waterfriend Do It Better       | LR      | 20. květen 2014   |
| Francesco Gillon             | Ocean Black Reef               | LR      | 8. srpen 2011     |
| Roy Ehbel                    | Abbotsross Trefynwy            | LR      | 20. říjen 2010    |
| Rob Schmidt                  | Cerbel Ambassador              | LR      | 20. březen 2010   |
| Per A. Lier                  | Meadowlark Ballyrush           | LR      | 26. duben 2011    |
| Bjarne Holm                  | Waternuts High and Mighty      | FCR     | 13. duben 2010    |
| Władysław Hoff               | ReedBed Anthony                | LR      | 17. leden 2015    |
| Vera Smirnova                | Blackthorn Stalker             | LR      | 22. listopad 2013 |
| Julia Vershinina             | Polarfischer Dumbledore        | LR      | 21. únor 2009     |
| Martin Jakobsen              | Vasegaard Pip's Penny          | LR      | 9. srpen 2011     |
| Benny Steen                  | Carmal's Unparalleled          | LR      | 15. březen 2015   |
| Béatrice Loetscher           | Funnyline Fieldquest Sheyenne  | GR      | 15. březen 2011   |
| Gérard Reinle                | Lesser Burdock Balan           | LR      | 19. květen 2012   |

‡ Obhájce

### Kvalifikace
První den proběhla kvalifikace do nedělního finále (řazeno podle startovního čísla).
| St.č. | Vůdce              | Pes                           | Plemeno |
| ----- | ------------------ | ----------------------------- | ------- |
| 2     | Benny Steen        | Carmal's Unparalleled         | LR      |
| 3     | Béatrice Loetscher | Funnyline Fieldquest Sheyenne | GR      |
| 9     | Emmanuel Cormier   | Cool Mint Arlet Star          | LR      |
| 11    | Bjarne Holm        | Waternuts High and Mighty     | FCR     |
| 17    | Tomi Sarkkinen     | Wijmas Mumin                  | LR      |
| 19    | Rob Schmidt        | Cerbel Ambassador             | LR      |
| 24    | Per A. Lier        | Meadowlark Ballyrush          | LR      |
| 26    | Gérard Reinle      | Lesser Burdock Balan          | LR      |
| 28    | Jimmy Henneberg    | Sparkfield Morris Minor       | LR      |
| 29    | Julia Vershinina   | Polarfischer Dumbledore       | LR      |

### Finále
Níže tabulka obsahuje pouze účastníci, kteří byli klasifikováni.
| Poz. | St.č. | Vůdce            | Pes                       | Plemeno | Hodnocení | Tituly     |
| ---- | ----- | ---------------- | ------------------------- | ------- | --------- | ---------- |
| 1    | 9     | Emmanuel Cormier | Cool Mint Arlet Star      | LR      | Výborný 1 | CACIT      |
| 2    | 17    | Tomi Sarkkinen   | Wijmas Mumin              | LR      | Výborný 2 | res. CACIT |
| 3    | 19    | Rob Schmidt      | Cerbel Ambassador         | LR      | Výborný 3 |            |
| 4    | 28    | Jimmy Henneberg  | Sparkfield Morris Minor   | LR      | Výborný 4 |            |
|      | 2     | Benny Steen      | Carmal's Unparalleled     | LR      | Výborný   |            |
|      | 11    | Bjarne Holm      | Waternuts High and Mighty | FCR     | Výborný   |            |